# Madison (Nova York)
Madison és una població dels Estats Units a l'estat de Nova York. Segons el cens del 2000 tenia 315 habitants.

## Demografia
Segons el cens del 2000, Madison tenia 315 habitants, 138 habitatges, i 77 famílies. La densitat de població era de 243,2 habitants/km².
Dels 138 habitatges, en un 26,1% hi vivien nens de menys de 18 anys, en un 44,2% hi vivien parelles casades, en un 9,4% dones solteres, i en un 43,5% unitats no familiars. En el 36,2% dels habitatges hi vivien persones soles, el 14,5% de les quals corresponia a persones de 65 anys o més. El nombre mitjà de persones vivint en cada habitatge era de 2,28 i el nombre mitjà de persones que vivien en cada família era de 3,01.
Per edats, la població es repartia de la següent manera: un 24,4% tenia menys de 18 anys, un 7% entre 18 i 24, un 29,2% entre 25 i 44, un 23,2% de 45 a 60 i un 16,2% 65 anys o més.
L'edat mitjana era de 38 anys. Per cada 100 dones de 18 o més anys hi havia 83,1 homes.
La renda mitjana per habitatge era de 27.250 $ i la renda mitjana per família de 37.708 $. Els homes tenien una renda mitjana de 28.125 $ mentre que les dones 21.786 $. La renda per capita de la població era de 16.960 $. Entorn del 9,9% de les famílies i el 12,9% de la població estaven per sota del llindar de pobresa.